# ソボレフ空間
数学においてソボレフ空間（ソボレフくうかん、英語: Sobolev space）は、函数からなるベクトル空間で、函数それ自身とその与えられた階数までの導函数の Lp-ノルムを組み合わせて得られるノルムを備えたものである。ここでいう微分を適当な弱い意味での微分と解釈することにより、ソボレフ空間は完備距離空間、したがってバナッハ空間を成す。直観的には、ソボレフ空間は（偏微分方程式のような応用範囲に対して）十分多くの導函数を持つ函数からなるバナッハ空間あるいはヒルベルト空間であって、函数の大きさと滑らかさの両方を測るようなノルムを備えたものということである。
ソボレフ空間の名称はロシア人数学者のセルゲイ・ソボレフに因む。ソボレフ空間の重要性は、偏微分方程式の解が古典的な意味での導函数を備える連続函数の空間にではなく、むしろソボレフ空間にあると捉えたほうが自然であるという事にある。

## 導入
函数の滑らかさの基準にはいくつかの種類があり、最も基本的な基準はその連続性である。より強い判定基準は可微分性であり（実際、可微分函数は常に連続となる）、さらに導函数の連続性をも込めれば（そのような函数は C1-級であるといわれる）より強い滑らかさの概念が与えられる。 可微分函数は多くの分野、特に微分方程式の理論において重要である。しかしながら20世紀に入ると、そのような C1-級（あるいは同様な C2, ... といった滑らかさのクラスに属する）函数の空間というものは、微分方程式を研究するための空間として本当に適切なものとは言えない事が理解されるようになる。
ソボレフ空間はそのような偏微分方程式の解を求めるための空間の、現代的な代替物である。

## 単位円上のソボレフ空間
まずは単位円 T 上で定義される 1-次元（1-変数函数）の場合という最も単純な設定でソボレフ空間を導入することから始める。この場合のソボレフ空間 Wk,p は Lp-空間の部分集合であって、p ≥ 1 が与えられたとき函数 f とその弱微分が階数 k まで有限な Lp-ノルムを持つ函数 f の全体からなるものとして定義される。場合によっては微分を通常の強い意味での微分として扱うこともある。1-次元の問題においてはf の (k−1)-階導函数 f(k-1) が殆ど至る所微分可能で、その導函数のルベーグ積分と殆ど至る所一致することを仮定すれば十分である（これによりソボレフ空間の定義の狙いとは無関係なカントール函数のような例を除くことができる）。
この定義からソボレフ空間には自然なノルム
{\displaystyle \|f\|_{k,p}:=\left(\sum _{i=0}^{k}\|f^{(i)}\|_{p}^{p}\right)^{\!\!1/p}=\left(\sum _{i=0}^{k}\int _{\mathbb {T} }|f^{(i)}(t)|^{p}\,dt\right)^{\!\!1/p}}
を入れることができて、空間 Wk,p はこのノルム ‖•‖k,p に関してバナッハ空間となる。このノルムは、函数列の最初と最後だけ見れば十分である。つまり、ノルムを
{\displaystyle \|f^{(k)}\|_{p}+\|f\|_{p}}
で定義しても上と同値なノルムとなる（どちらのノルムが定める距離位相も同じ）。

### pが 2 の場合
p = 2 のソボレフ空間はヒルベルト空間を成しフーリエ級数と関係することから特に重要で、Hk (= Wk,2) という記法が用いられる。
空間 Hk は係数が十分急減少であるようなフーリエ級数を用いて自然に定義できる。つまり 
{\displaystyle H^{k}({\mathbb {T} })=\left\{f\in L^{2}({\mathbb {T} }):\sum _{n=-\infty }^{\infty }(1+n^{2}+n^{4}+\dotsb +n^{2k})|{\hat {f}}(n)|^{2}<\infty \right\}}
が成立する。ここで f^ は f のフーリエ級数である。上述の如く、同値なノルムとして
{\displaystyle \|f\|^{2}:=\sum _{n=-\infty }^{\infty }(1+|n|^{2})^{k}\,|{\hat {f}}(n)|^{2}}
を用いることができる。いずれの表現も、微分が in をフーリエ係数に掛けることに同値である事実とパーセバルの定理から簡単に従う。
さらに空間 Hk には H0 = L2 と同様の内積を入れることができる。実際、Hk-内積は L2-内積を用いて
{\displaystyle \langle u,v\rangle _{H^{k}}:=\sum _{i=0}^{k}\langle D^{i}u,D^{i}v\rangle _{L^{2}}}
と定義される。空間 Hk はこの内積に関してヒルベルト空間となる。

### 他の例
簡単な記述を持つほかのソボレフ空間としては、例えば開区間 (0, 1) 上で絶対連続な函数全体の成す空間 W1,1(0, 1) や任意の区間 I 上でリプシッツ連続な函数全体の成す空間 W1,∞(I) などが挙げられる。
空間 Wk,∞ はすべて（ノルム付き）多元環となる。つまりこのソボレフ空間のふたつの函数の積は再びこの空間の元となる。このことは p が有限の場合には正しくない（例えば原点において |x|−1/3 のように振舞う函数は L2 に属するが、そのような函数の積は L2 に属さない）。

### kが非整数値であるようなソボレフ空間
k が整数でない場合を扱うときには、誤解を防ぐために k の代わりに s を用いて Ws,p や Hs などと書くのが通例である。

#### pが 2 の場合
フーリエ展開の記述をそのまま一般化できるから p = 2 の場合が最も簡単である。ノルムは
{\displaystyle \|f\|_{s,2}^{2}:=\sum (1+n^{2})^{s}|{\hat {f}}(n)|^{2}}
で定義され、ソボレフ空間 Hs はノルムが有限な函数全体の空間として定まる。 

#### 分数階微分
p が 2 でない場合は同様に扱うことができる。この場合はパーセバルの定理は最早成り立たないが、微分はまだフーリエ領域での乗法に対応していて、微分は分数階微分に一般化することができる。ゆえに作用素の階数 s の分数階微分を、フーリエ変換をとり (in)s を掛けてフーリエ逆変換をおこなった
{\displaystyle F^{s}(f):=\sum _{n=-\infty }^{\infty }(in)^{s}{\hat {f}}(n)e^{int}}
によって定義することができる（フーリエ変換・掛け算作用・フーリエ逆変換と行うことによって得られる作用素はフーリエ乗数(Fourier multiplier)と呼ばれ、それ自身が研究の種である）。これにより、(s,p)-ソボレフノルムが
{\displaystyle \|f\|_{s,p}:=\|f\|_{p}+\|F^{s}(f)\|_{p}}
によって定義され、通常の場合と同様にソボレフ空間がソボレフノルム有限な函数全体の成す空間として定義される。

#### 複素補間
「分数階ソボレフ空間」を得る別の方法に、複素補間によるものがある。複素補間というのは一般的な手法で、任意の 0 ≤ t ≤ 1 とより大きなバナッハ空間への連続的に埋め込まれたバナッハ空間 X, Y に対して [X,Y]t と表される「中間空間」を作ることができる（後で実補間法と呼ばれる別な方法について述べる。実補間はトレース作用素の特徴づけに対するソボレフ理論において本質的である）。このとき、空間 X と Y は補間対と呼ばれる。
複素補間について有用な定理を幾つか述べる。
再補間[ [X, Y]a, [X, Y]b ]c = [X , Y]cb+(1−c)a.
作用素の補間{X, Y} および {A, B} を補間対とし、T を X + Y 上で定義される A + B への線型写像で X を A に連続的に写し Y を B に連続的に写すものとすると、T は [X, Y]t を [A, B]t に連続的に写す。このとき補間不等式 (interpolation inequality){\displaystyle \|T\|_{[X,Y]_{t}\to [A,B]_{t}}\leq C\|T\|_{X\to A}^{1-t}\|T\|_{Y\to B}^{t}}が成立する（リース-ソリンの定理も参照。
ソボレフ空間に戻って、非整数 s に対する Ws,p を整数階の空間 Wk,p たちを補間することによって定義する。もちろんこれが矛盾の無い結果を与えることは確認しなければならないことだが、実際次が成り立つ。
定理n が n = tm なる整数ならば{\displaystyle \left[W^{0,p},W^{m,p}\right]_{t}=W^{n,p}}が成立する。
したがって複素補間は、Wk,p の間にある空間の連続体 Ws,p を得る一貫した方法である。さらに、これは分数階微分の成す空間と同じものを定めるのである（後述の作用素の拡張を参照）。

## 多次元領域上のソボレフ空間
ここでは Rn と Rn の部分集合 D 上のソボレフ空間を考える。単位円上での話を実数直線上のものに変えるには、フーリエの公式の技術的な変更のみ行えばよい（基本的にはフーリエ級数をフーリエ変換に取り替えて、和を積分にする）。多次元への移行は、まさにその定義からしてもっと複雑なものになる。1-次元の場合の、 f(k−1) が f(k) の積分になっているという仮定は一般化できない。このことの最も単純な解決法は微分を超函数の意味での微分と考えることである。
形式的な定義を以下に与える。D を Rn の開集合、k を自然数とし、1 ≤ p ≤ +∞ とする。ソボレフ空間 Wk,p(D) は D 上で定義される函数 f で任意の多重指数 α (|α| ≤ k) に対して混合偏微分
{\displaystyle f^{(\alpha )}={\frac {\partial ^{|\alpha |}f}{\partial x_{1}^{\alpha _{1}}\dots \partial x_{n}^{\alpha _{n}}}}}
が局所可積分かつ Lp(D) に属する（つまり
{\displaystyle \|f^{(\alpha )}\|_{L^{p}}<\infty }
が成り立つ）ようなもの全体の成す集合として定義される。Wk,p(D) のノルムにはいくつかの選択肢があるが、次のふたつ
{\displaystyle \|f\|_{W^{k,p}}={\begin{cases}\left(\displaystyle \sum _{|\alpha |\leq k}\|f^{(\alpha )}\|_{L^{p}}^{p}\right)^{\!\!\!1/p}&(1\leq p<+\infty )\\[24pt]\displaystyle \sum _{|\alpha |\leq k}\|f^{(\alpha )}\|_{L^{\infty }}&(p=+\infty )\end{cases}}}
および
{\displaystyle \|f\|'_{W^{k,p}}={\begin{cases}\displaystyle \sum _{|\alpha |\leq k}\|f^{(\alpha )}\|_{L^{p}}&(1\leq p<+\infty )\\[20pt]\displaystyle \sum _{|\alpha |\leq k}\|f^{(\alpha )}\|_{L^{\infty }}&(p=+\infty )\end{cases}}}
が一般的である。これらはノルムとして同値であり、いずれのノルムに関しても Wk,p(D) はバナッハ空間となる。有限な p に対して、 Wk,p(D) は可分空間でもある。上述のように Wk,2(D) は Hk(D) という別記法を持つ。
分数階ソボレフ空間 Hs(Rn) ( s ≥ 0) は先に述べたのと同様にフーリエ変換を用いて
{\displaystyle H^{s}(\mathbf {R} ^{n})=\left\{f\colon \mathbf {R} ^{n}\to \mathbf {R} \ {\bigg |}\ \|f\|_{H^{s}}^{2}=\int _{\mathbf {R} ^{n}}(1+|\xi |^{2})^{s}|{\hat {f}}(\xi )|^{2}\,d\xi <+\infty \right\}}
として定義することができる（フーリエ変換がユニタリ変換であるという事実を用いる）。しかし、 D が Rn あるいはトーラス Tn のように周期的領域でない場合、非周期的領域上の函数のフーリエ変換を定めるのは無理であるから、この定義は十全ではない。しかし幸いにして、本質的にヘルダー連続性の L2-類似を用いた分数階ソボレフ空間の内在的な特徴づけが存在する。Hs(D) における同値な内積が
{\displaystyle (f,g)_{H^{s}(D)}=(f,g)_{H^{k}(D)}+\sum _{|\alpha |=k}\,\iint \limits _{D\times D}{\frac {(f^{(\alpha )}(x)-f^{(\alpha )}(y))(g^{(\alpha )}(x)-g^{(\alpha )}(y))}{|x-y|^{n+2t}}}\,dxdy}
によって与えられる。ここで s = k + t （k は整数、0 < t < 1）である。領域の次元 n が内積に関する上記の式に現われていることに注意。

### 例
たとえば W1,1 が連続函数のみを含むというようなことは、高次元ではもはや正しくない。例えば、1/|x| は W1,1(B3) に属す（B3 は三次元単位球体）。k > n/p に対する空間 Wk,p(D) は連続函数のみを含むが、このような k はこの時点で既に p と次元 n の両方に依存する。例えば球面極座標を用いて簡単に確認できることだが、n-次元球体上定義される函数 f: Bn → R ∪ {+∞} 
{\displaystyle f(x)={\frac {1}{|x|^{\alpha }}}}
が Wk,p(Bn) に属することと
{\displaystyle \alpha <{\frac {n}{p}}-k}
となることは同値である。直観的にはより高次元における単位球体は「より小さい」ため、f の 0 における爆発は n が大きいとき「無視できる」ということである。

### ソボレフ函数の直線上絶対連続性による特徴づけ
Ω を Rn の開集合とし、1 ≤ p ≤ ∞ とする。函数が W1,p(Ω) に属すならば、場合によっては測度 0 の集合上での値を変更して、その函数の Rn の座標方向に平行な殆ど全ての直線への制限が絶対連続であるようにすることができる。逆に、座標方向に平行な殆ど全ての直線への f の制限が絶対連続ならば、各点ごとの傾き ∇f が殆ど至る所存在し、f と |∇f| の両方が Lp(Ω) に属すとき f は W1,p(Ω) に属す。特に、このときの f の弱偏微分と各点ごとの傾きは殆ど至る所一致する。
より強い結果として、これは p = ∞ においても正しい。W1,∞(Ω) に属する函数は測度 0 の集合上値を変更することにより局所リプシッツにできる。

### 境界上での値が消える函数
Ω を Rn の開集合とする。ソボレフ空間 W1,2(Ω) = H1(Ω) はヒルベルト空間で、重要な部分空間として Ω 上のコンパクト台付き無限回微分可能な函数全体の成す集合の H1(Ω) における閉包である H10(Ω) を含む。ソボレフノルムは上述のものを簡約して
{\displaystyle \|f\|_{H^{1}}=\left(\int _{\Omega }(|f|^{2}+|\nabla f|^{2})\right)^{\!\!1/2}}
によって与えられる。Ω が正則な境界を持つとき、H10(Ω) は H1(Ω) に属する函数で境界上トレースの意味で消えているようなもの全体として記述することができる（後述）。n = 1 のとき、Ω = (a, b) を有界区間とすると、H10(a, b) は閉区間 [a, b] 上で定義される
{\displaystyle f(x)=\int _{a}^{x}f'(t)dt\quad (x\in [a,b])}
の形の連続函数全体から成る。ここで、一般化された微分 f′ は L2(a, b) に属し、f(b) = f(a) = 0 となるように積分値が 0 となるものである。Ω が有界であるとき、ポワンカレ不等式によれば定数 C = C(Ω) が存在して、常に
{\displaystyle \int _{\Omega }|f|^{2}\leq C^{2}\,\int _{\Omega }|\nabla f|^{2},\quad f\in H_{0}^{1}(\Omega )}
とすることができる。Ω 有界であるとき H10(Ω) から L2(Ω) への単射はコンパクトである。この事実はディリクレ問題の研究や、ディリクレ境界条件におけるラプラス作用素の固有ベクトルからなる L2(Ω) の正規直交基底が存在するという事実において重要な役割を果たす。

## ソボレフ埋め込み
n-次元コンパクトリーマン多様体上のソボレフ空間 Wk,p を記述する。ここで k は任意の実数値を取りうるものとし、 1 ≤ p ≤ ∞ とする（ p = ∞ に対するソボレフ空間 Wk,∞ はヘルダー空間 Cn,α として定義される。ここで k = n + α, 0 < α ≤ 1 である）。ソボレフ埋蔵定理の主張は、k ≥ m かつ k − n/p ≥ m − n/q ならば
{\displaystyle W^{k,p}\subseteq W^{m,q}}
であり、この埋め込みは連続であるというものである。さらに k > m かつ k − n/p > m − n/q ならばこの埋め込みは完全連続となる（このことはしばしばコンドラコフの定理と呼ばれる）。Wm,∞ に属する函数は m より小さい階数において連続な導函数をもつから、定理は特にいくつかの導函数が連続となるようなソボレフ空間に関する条件を与えている。くだけた言い方をすれば、この埋め込みで次元ごとの導函数の Lp に関する評価は、1/p を重みとする有界性の評価に転換されるということを言っている。
Rn のように非コンパクト多様体に対しても埋蔵定理に類似の結果が存在する(Stein 1970)。

## トレース
s > 1/2 とし、X をその境界 ∂X が十分滑らかであるような開集合とすると、トレース写像 P が ∂X への制限写像
{\displaystyle Pu=u|_{\partial X}}
すなわち、各 u に対してその定義域を ∂X に制限するような写像として定義される。単純な平滑条件としては、m ≥ s に対する一様 Cm-性がある。 
ここでいうトレースは「縁取り」の意味であって、行列のトレースとは関係が無い。
このトレース写像 P は Hs(X) を定義域に持つものとして定義され、その像は丁度 Hs−1/2(∂X) となる。厳密に言えば、P ははじめに無限回微分可能な函数に対して定義され、それを連続性によって Hs(X) まで拡張するのである。このトレースを取ることによって「微分が 1/2 だけ減っている」ということに注意。
Ws,p のトレース写像による像を同定することは相当に困難で、実補間の道具を必要とする。結果として得られる空間はベソフ空間(en)である。Ws,p-空間の場合には、微分の 1/2 が減少するのではなく、1/p が減少するということがわかる。

## 作用素の拡張
X をその境界が行儀悪すぎないような（たとえば境界が多様体になっているとか、あるいはより自由だがより曖昧な「錐体条件」を満足するなど）開領域とすると、X 上の函数を Rn 上の函数に写す作用素 A で
1. Au(x) = u(x) が殆ど全ての x ∈ X で成立し、
2. A は各 1 ≤ p ≤ ∞ と整数 k に対して Wk,p(X) を Wk,p(Rn) へ連続に写す

という条件を満足するものが存在する。このような作用素 A を X に対する作用素の拡張という。
拡張作用素は非整数 s に対する Hs(X) を定義する最も自然な方法である（フーリエ変換をとることは大域操作であるため、それを使って X 上で直接に作業することはできない）。ここでは u が Hs(X) に属するのは Au が Hs(Rn) に属するときであり、かつそのときに限るということによって Hs(X) を定義する。同様にして、X が拡張作用素を持つ限り、複素補間によっても同じ Hs(X) が得られる。X が拡張作用素を持たないときは、複素補間が Hs(X) を得る唯一の方法である。
結果として、補間不等式はこの場合にも成立する。

### ゼロ拡張
コンパクト台無限回微分可能函数全体の成す空間 C∞c(X) の Hs(X) における閉包として空間 Hs0(X) を定義する。上述のトレースを用いれば、定義を次のように述べることができる。
定理X は m ≥ s について一様 Cm-正則で、P はHs(X) の元 u を{\displaystyle \left.\left(u,{\frac {du}{dn}},\dots ,{\frac {d^{k}u}{dn^{k}}}\right)\right|_{G}}へ写す線型写像とする。ここで d/dn は G の法線方向への微分で、k は s より小さい最大の整数である。このとき Hs0 はちょうど P の核に等しい。
u ∈ Hs0 ならばその 0 による拡張 u~ ∈ L2(Rn) を自然な方法で定義することができる。つまり
{\displaystyle {\tilde {u}}(x):={\begin{cases}u(x)&(x\in X)\\0&({\mbox{otherwise}})\end{cases}}}
と定めればよい。
定理s > 1/2とする。写像{\displaystyle H_{0}^{s}(X)\ni u\mapsto {\tilde {u}}\in H^{s}(\mathbb {R} ^{n})} が連続となることの必要十分条件は s がどんな整数 n を選んでも n + 1/2 の形とはならないことである。

### 注
1. ↑  同様の式は一般のLp空間にも拡張でき、そのノルムをもつ空間はSobolev–Slobodeckij空間といい、Ws,p(Ω)と表す。